# The King's Letters
Pour plus de détails, voir Fiche technique et Distribution.
The King's Letters (hangeul : 나랏말싸미 ; RR : Naratmalssami) est un film historique sud-coréen co-écrit et réalisé par Jo Cheol-hyeon et sorti en 2019 en Corée du Sud. Il est tiré de l'histoire vraie de la création de l'alphabet coréen par le roi Sejong au XVe siècle.
Il totalise presque un million d'entrées au box-office sud-coréen de 2019. C'est le dernier film de l'actrice Jeon Mi-seon avant son suicide.

## Synopsis
Le roi Sejong (Song Kang-ho) souhaite créer un alphabet pour son peuple. Avec l'aide d'autres personnes, ils s'efforcent de donner naissance à l'alphabet coréen.

## Fiche technique
- Titre original : 나랏말싸미
- Titre international : The King's Letters
- Réalisation : Jo Cheol-hyeon
- Scénario : Lee Song-won et Jo Cheol-hyeon
- Montage : Kim Sang-bum
- Production : Seong Chang-yeon et Oh Seung-hyeon
- Société de production : Doodoong pictures
- Société de distribution : M-Line Distribution
- Pays d’origine :  Corée du Sud
- Langue originale : coréen
- Format : couleur
- Genre : historique
- Durée : 110 minutes
- Date de sortie :
  -  Corée du Sud : 24 juillet 2019

## Distribution
- Song Kang-ho : le roi Sejong
- Park Hae-il : le moine Shinmi
- Jeon Mi-seon : la reine Soheon (en)
- Kim Joon-han (en) : le prince héritier Munjong
- Cha Rae-hyeong : le prince Sejo
- Yoon Jeong-il : le prince Yangnyeong
- Tang Joon-sang : Hak-jo
- Geum Sae-rok : Jin-a
- Im Seong-jae : Hak-yeol